# Philoponella mollis
Philoponella mollis är en spindelart som först beskrevs av Tamerlan Thorell 1895. Philoponella mollis ingår i släktet Philoponella och familjen krusnätsspindlar.
Artens utbredningsområde är Myanmar. Inga underarter finns listade i Catalogue of Life.